# Dialeto diahói
O Diahói (Jiahui) é um dialeto da língua cauaíbe, da família linguística tupi-guarani, pertencente ao tronco tupi. É falada pelos diahóis no Amazonas.